# حوزه انتخابیه یکم آریزونا

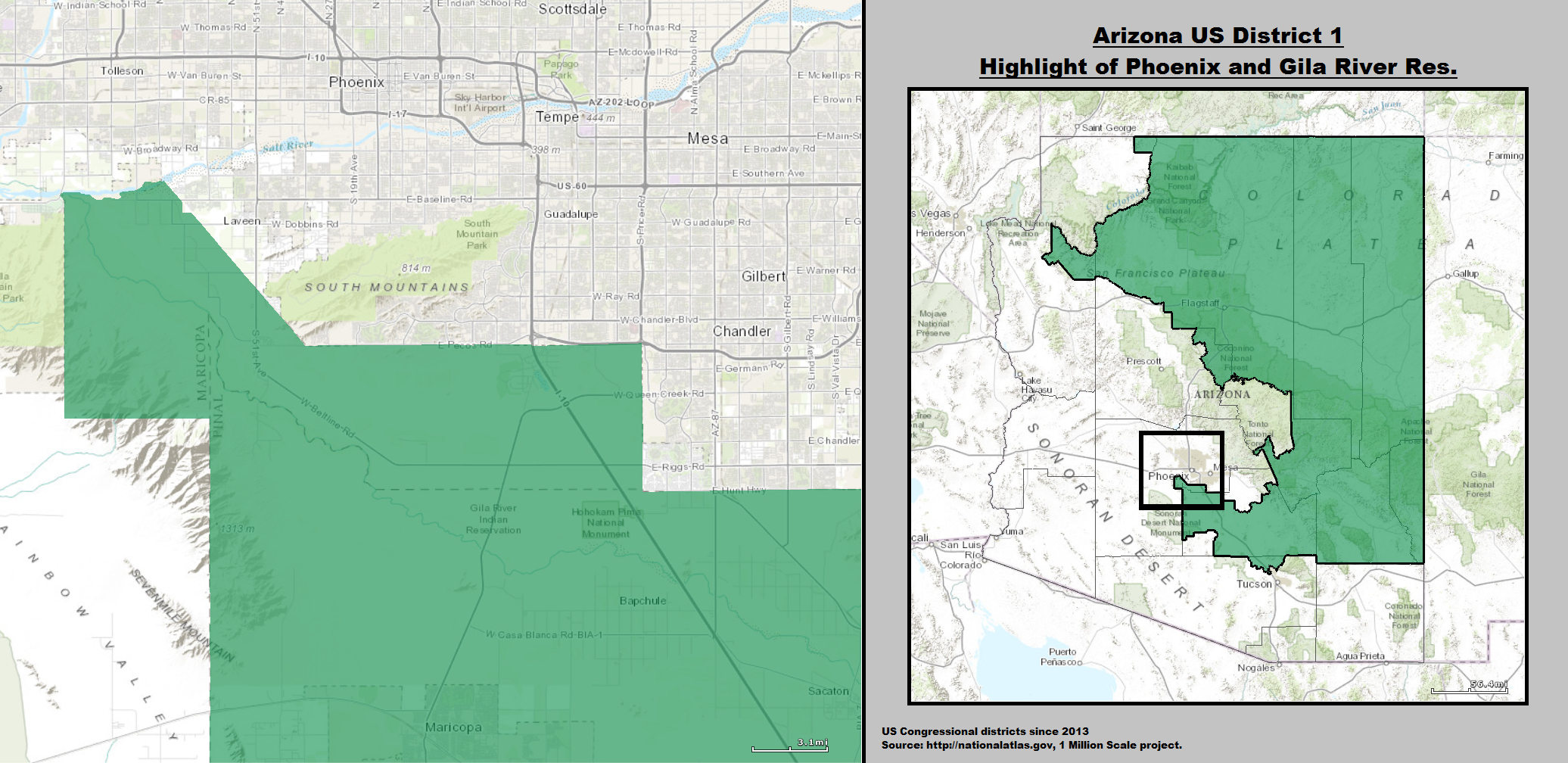
نقشه حوزه انتخابیه اول آریزونا برای کنگره فدرال ایالات متحده

حوزه انتخابیه یکم آریزونا یک حوزه انتخابیه مجلس نمایندگان آمریکا است که در ایالت آریزونا قرار دارد.